# Kloa
Kloa (norwegisch für Klaue) ist eine markante Landspitze an der Küste des ostantarktischen Kemplands. Sie liegt 5 km nördlich des Kap Gotley an der Ostseite des Edward-VIII-Plateaus.
Norwegische Kartografen, die sie auch deskriptiv benannten, kartierten sie anhand von Luftaufnahmen, die bei der Lars-Christensen-Expedition 1936/37 entstanden.